# Adoretus bidenticeps
Adoretus bidenticeps är en skalbaggsart som beskrevs av Eugène Benderitter 1925. 
Adoretus bidenticeps ingår i släktet Adoretus och familjen Rutelidae. Inga underarter finns listade i Catalogue of Life.